# Temporada do Sport Lisboa e Benfica de 2017–18
A temporada 2017–2018 será a 114ª temporada desde a existência e será a 84ª consecutiva na Primeira Liga.
O Sport Lisboa e Benfica, na temporada 2017–2018, participará de cinco competições: Primeira Liga, Taça de Portugal, Taça da Liga, Supertaça Cândido de Oliveira e Liga dos Campeões.[carece de fontes?]

## Mercado de transferências de verão (2017–18)

### Transferências
Legenda
- : Jogadores que retornam de empréstimo

- : Jogadores emprestados

| Entradas        |      |                      |                   |                     |
| Jogador         | Pos. | Clube anterior       | Valor             | Ref.                |
| Haris Seferović | ATA  | Eintracht Frankfurt  | Custo zero        | [carece de fontes?] |
| Bruno Varela    | GR   | Vitória de Setúbal   | Fim de empréstimo | [ 1 ]               |
| Hany Mukhtar    | M    | Brøndby              | Fim de empréstimo | [ 2 ]               |
| Guillermo Celis | M    | Vitória de Guimarães | Fim de empréstimo | [ 2 ]               |
| Mile Svilar     | GR   | Anderlecht           | € 2,50 milhões    | [ 3 ]               |
| Douglas         | LD   | Barcelona            | Empréstimo        | [ 4 ]               |
| Gabriel Barbosa | ATA  | Inter de Milão       | Empréstimo        | [ 5 ]               |

| Saídas           |      |                   |                 |       |
| Jogador          | Pos. | Clube de destino  | Valor           | Ref.  |
| Ederson Morais   | GR   | Manchester City   | € 40,00 milhões | [ 2 ] |
| Daniel Candeias  | M    | Rangers           | € 800 mil       | [ 2 ] |
| Bryan Cristante  | M    | Atalanta          | Empréstimo      | [ 2 ] |
| Victor Lindelöf  | DC   | Manchester United | € 35,00 milhões | [ 2 ] |
| Marçal           | LE   | Olympique Lyon    | € 4,50 milhões  | [ 2 ] |
| Hany Mukhtar     | M    | Brøndby           | € 1,50 milhões  | [ 2 ] |
| André Horta      | M    | Braga             | Empréstimo      | [ 2 ] |
| Kostas Mitroglou | ATA  | Marselha          | € 15,00 milhões | [ 2 ] |

## Uhrencup 2017
Vitória
      Empate
      Derrota
      Cancelado
| quinta 13 de julho de 2017 | Benfica                                                         | 2–0       | Neuchâtel Xamax | Grenchen, Suiça        |  |
| 19h00                      | Jonas 5' (pen) · Haris Seferović minutos de jogo\|link=]] 19]]' | Relatório |                 | Estádio: Stadion Brühl |  |

| sábado 15 de julho de 2017 | Benfica | 1–5       | Young Boys | Biel, Suiça           |  |
| 19h00                      |         | Relatório |            | Estádio: Tissot Arena |  |

| 20 de julho de 2017 | Benfica            | 2–1       | Real Betis | Faro / Loulé, Portugal      |  |
| 20h30               | Seferović 15', 50' | [ Report] | León 32'   | Estádio: Estádio do Algarve |  |

### Supertaça Cândido de Oliveira
Predefinição:Football box collapsible

## Campeonato português 2017
Vitória
      Empate
      Derrota
      Cancelado
| quinta 13 de julho de 2017 | Benfica                                                                                    | 3–1       | Braga  | Lisboa, Portugal        |  |
| 19h00                      | Haris Seferović minutos de jogo\|link=]] 19]]' Jonas minutos de jogo\|link=]] 32]]' Salvio | Relatório | Hassan | Estádio: Estádio da Luz |  |

| segunda 14 de agosto de 2017 | Chaves                | 0–1       | Benfica | Chaves, Portugal                     |  |
| 21h00                        | Haris Seferović 90+2' | Relatório |         | Estádio: Estádio Municipal de Chaves |  |

| Cores do Time Chaves | Benfica |

| 22 de outubro de 2017 | Aves                | 1–3    | Benfica                                              | Vila das Aves, Santo Tirso, Portugal          |  |
| 18:00                 | Rodrigo Defendi 76' | Report | Jonas 29' (pen.), 79' (pen.) · Haris Seferović 90+2' | Estádio: Estádio do Clube Desportivo das Aves |  |

| Cores do Time Aves | Benfica |

### Novos contratos
| No. | Pos | Jogador        | Contract length | Fim de contrato | Data                                                                                             | Fonte   |
| --- | --- | -------------- | --------------- | --------------- | ------------------------------------------------------------------------------------------------ | ------- |
| 19  | LB  | Eliseu         | 1 ano           | 2018            | Erro de expressão: caractere "{" não reconhecidoErro de expressão: caractere "{" não reconhecido | Benfica |
| 34  | RB  | André Almeida  | 3 anos          | 2021            | Erro de expressão: caractere "{" não reconhecidoErro de expressão: caractere "{" não reconhecido | Benfica |
| 5   | DM  | Ljubomir Fejsa | 2 anos          | 2021            | Erro de expressão: caractere "{" não reconhecidoErro de expressão: caractere "{" não reconhecido | Benfica |

### Aparências e golos
Atualizado em 27 de agosto de 2017.
| No. | Pos. | Nat.      | Player         | Primeira Liga | Primeira Liga | Primeira Liga | Taça de Portugal | Taça de Portugal | Taça de Portugal | Taça da Liga | Taça da Liga | Taça da Liga | Liga dos Campeões | Liga dos Campeões | Liga dos Campeões | Total | Total | Total |   |   |   |   |
| --- | ---- | --------- | -------------- | ------------- | ------------- | ------------- | ---------------- | ---------------- | ---------------- | ------------ | ------------ | ------------ | ----------------- | ----------------- | ----------------- | ----- | ----- | ----- | - | - | - | - |
| No. | Pos. | Nat.      | Player         | 1             | GR            | Bélgica       | Mile Svilar      | 0                | 0                | 0            | 1            | 0            | 0                 | 0                 | 0                 | 0     | 0     | 0     | 0 | 1 | 0 | 0 |
| 2   | DF   | Argentina | Lisandro López | 0             | 9             | 0             | 0                | 0                | 0                | 0            | 0            | 0            | 0                 | 0                 | 0                 | 0     | 0     | 0     |   |   |   |   |
| 3   | DF   | Espanha   | Álex Grimaldo  | 0             | 0             | 0             | 0                | 0                | 0                | 0            | 0            | 0            | 0                 | 0                 | 0                 | 0     | 0     | 0     |   |   |   |   |

### Hat-tricks
| Jogador | Adversário | Resultado | Data                 | Competição    |
| ------- | ---------- | --------- | -------------------- | ------------- |
| Jonas   | Belenenses | 5–0 (C)   | 19 de agosto de 2017 | Primeira Liga |

(C) – Casa ; (F) – Fora

### Disciplinary record
- Atualizado até match played on 26 November 2017

| No.    | Pos.   | Player                                      | Primeira Liga                 | Primeira Liga                     | Primeira Liga | Taça de Portugal              | Taça de Portugal                  | Taça de Portugal | Taça da Liga                  | Taça da Liga                      | Taça da Liga | Supertaça                     | Champions League              | Champions League                  | Champions League | Total                         | Total                             | Total   |
| No.    | Pos.   | Player                                      | Penalizado com cartão amarelo | Penalizado · Penalizado · Expulso | Expulso       | Penalizado com cartão amarelo | Penalizado · Penalizado · Expulso | Expulso          | Penalizado com cartão amarelo | Penalizado · Penalizado · Expulso | Expulso      | Penalizado com cartão amarelo | Penalizado com cartão amarelo | Penalizado · Penalizado · Expulso | Expulso          | Penalizado com cartão amarelo | Penalizado · Penalizado · Expulso | Expulso |
| ------ | ------ | ------------------------------------------- | ----------------------------- | --------------------------------- | ------------- | ----------------------------- | --------------------------------- | ---------------- | ----------------------------- | --------------------------------- | ------------ | ----------------------------- | ----------------------------- | --------------------------------- | ---------------- | ----------------------------- | --------------------------------- | ------- |
| 1      | GK     | Mile Svilar                                 | 1                             |                                   |               |                               |                                   |                  |                               |                                   |              |                               |                               |                                   |                  | 1                             |                                   |         |
| 3      | DF     | Predefinição:Country data SPA Álex Grimaldo | 1                             |                                   |               |                               |                                   |                  |                               |                                   |              |                               |                               |                                   |                  | 1                             |                                   |         |
| 4      | DF     | Luisão                                      | 1                             |                                   |               |                               |                                   |                  |                               |                                   |              |                               | 1                             | 1                                 |                  | 2                             | 1                                 |         |
| 5      | MF     | Ljubomir Fejsa                              | 3                             |                                   |               |                               |                                   |                  |                               |                                   |              |                               |                               |                                   |                  | 3                             |                                   |         |
| 6      | MF     | Filipe Augusto                              | 1                             |                                   |               |                               |                                   |                  |                               |                                   |              |                               |                               |                                   |                  | 1                             |                                   |         |
| 7      | MF     | Andreas Samaris                             |                               |                                   |               |                               |                                   |                  | 1                             |                                   |              |                               | 1                             |                                   |                  | 2                             |                                   |         |
| 9      | FW     | Raúl Jiménez                                | 2                             |                                   |               |                               |                                   |                  |                               |                                   |              |                               |                               |                                   |                  | 2                             |                                   |         |
| 10     | FW     | Jonas                                       | 1                             |                                   |               |                               |                                   |                  |                               |                                   |              |                               |                               |                                   |                  | 1                             |                                   |         |
| 14     | FW     | Haris Seferović                             | 1                             |                                   |               |                               |                                   |                  |                               |                                   |              | 1                             | 1                             |                                   |                  | 3                             |                                   |         |
| 17     | MF     | Andrija Živković                            | 2                             |                                   |               |                               |                                   |                  |                               |                                   |              |                               | 1                             |                                   |                  | 3                             |                                   |         |
| 18     | MF     | Eduardo Salvio                              | 1                             |                                   |               |                               |                                   |                  |                               |                                   |              |                               | 2                             |                                   |                  | 3                             |                                   |         |
| 19     | DF     | Eliseu                                      | 1                             |                                   |               |                               |                                   |                  |                               |                                   |              |                               | 1                             |                                   |                  | 2                             |                                   |         |
| 21     | MF     | Pizzi                                       | 1                             |                                   |               | 1                             |                                   |                  |                               |                                   |              |                               |                               |                                   |                  | 2                             |                                   |         |
| 34     | DF     | André Almeida                               | 3                             |                                   |               |                               |                                   |                  |                               |                                   |              |                               | 1                             |                                   | 1                | 4                             |                                   | 1       |
| 66     | DF     | Rúben Dias                                  | 1                             |                                   |               |                               |                                   |                  |                               |                                   |              |                               | 1                             |                                   |                  | 2                             |                                   |         |
| 84     | FW     | Diogo Gonçalves                             |                               |                                   |               |                               |                                   |                  |                               |                                   |              |                               | 1                             |                                   |                  | 1                             |                                   |         |
| Totals | Totals | Totals                                      | 20                            |                                   |               |                               |                                   |                  | 1                             |                                   |              | 1                             | 9                             |                                   | 1                | 32                            | 1                                 | 1       |